# E più ti penso
E più ti penso – utwór Ennia Morriconego pochodzący ze ścieżki dźwiękowej filmów Dawno temu w Ameryce oraz Malena. Słowa napisali Tony Renis i Mogol. W 2010 r. został zaśpiewany przez trio Il Volo na debiutanckiej płycie Włochów. W 2015 r. pieśń wykonali razem Włoch Andrea Bocelli i Ariana Grande a singel zwiastuje płytę włoskiego tenora pt. Cinema.